# Добровольське (Росія)
Доброво́льське (рос. Добровольское) — село у складі Новорського району Оренбурзької області, Росія.

## Населення
Населення — 788 осіб (2010; 967 у 2002).
Національний склад (станом на 2002 рік):
- росіяни — 56 %
- казахи — 32 %